# Estación de Sarracín de Aliste
Sarracín de Aliste es una estación ferroviaria situada en la localidad homónima del municipio español de Riofrío de Aliste en la provincia de Zamora, comunidad autónoma de Castilla y León. Cuenta con servicios de Media Distancia operados por Renfe.

## Situación ferroviaria
La estación se encuentra en el punto kilométrico 61,307 de la línea férrea de ancho ibérico que une Zamora con A Coruña a 871 metros de altitud, entre las estaciones de Abejera y Cabañas de Aliste. El tramo es de vía única y está sin electrificar. En dirección a Puebla de Sanabria, y tras superar Abejera se encuentra el tercer túnel de la línea, el de Abejera de 430,83 metros de longitud.

## Historia
La voluntad de unir Madrid, vía Medina del Campo con Vigo por el camino más corto posible es antigua y apareció plasmada en algunos anteproyectos como el de 1864 (véase también: Compañía del Ferrocarril de Medina a Zamora y de Orense a Vigo). Sin embargo, el mismo descartaba dicha posibilidad al considerar que suponía "dificultades enormísimas" que superaban incluso "los de la bajada del puerto de Pajares en el ferrocarril de Asturias". Es por ello, que la estación no fue inaugurada hasta el 24 de septiembre de 1952 con la puesta en marcha del tramo Zamora – Puebla de Sanabria de la línea Zamora-La Coruña vía Orense. Su explotación inicial quedó a cargo de RENFE cuyo nacimiento se había producido en 1941. 
Desde el 31 de diciembre de 2004 Renfe Operadora explota la línea mientras que Adif es la titular de las instalaciones ferroviarias.
En el 2010 sus andenes fueron elevados y remodelados.

## La estación
Como muchas de las estaciones de este tramo, la de Sarracín de Aliste es una clara muestra de arquitectura de montaña. El edificio para viajeros cuenta con dos pisos y tejados de pizarra de varias vertientes. El conjunto muestra amplios ventanales y unos porches cubiertos de pizarra tanto en la entrada como en la salida del recinto. Posee un andén lateral y otro central de buena anchura aunque sin protección al que acceden tres vías. Los cambios de andén se realizan a nivel. 
El recinto se completa con un muelle de carga con báscula tanto interior como exterior, depósito de agua dotado de seis aguadas y apartadero para carga de ganado.

## Servicios ferroviarios

### Media Distancia
Renfe presta servicios de Media Distancia gracias sus trenes Regional Exprés en el trayecto que une Valladolid con Puebla de Sanabria.
| Línea MD | Servicio        | Origen/Destino          | Paradas intermedias | Destino/Origen     |
| -------- | --------------- | ----------------------- | --- | ------------------ |
| 18       | Regional Exprés | Valladolid-Campo Grande | Viana de Cega · Valdestillas · Matapozuelos · Pozaldez · Medina del Campo · Nava del Rey · Toro · Zamora · Carbajales de Alba · Ferreruela de Tábara · Abejera · Sarracín de Aliste · Cabañas de Aliste · Linarejos-Pedroso | Puebla de Sanabria |